# Ludovica Modugno
Ludovica Modugno (Roma, 12 gennaio 1949 – Roma, 26 ottobre 2021) è stata un'attrice, doppiatrice e direttrice del doppiaggio italiana.

## Biografia

Ludovica Modugno assieme a Pablito Calvo, a cui ha prestato la voce nella versione italiana di Marcellino pane e vino (1956)

Esordì all'età di 4 anni nel primo romanzo sceneggiato prodotto e trasmesso in Italia, Il dottor Antonio. Successivamente debuttò nel doppiaggio con il film Marcellino pane e vino nella parte del bambino protagonista e in teatro a soli 7 anni in Alcesti di Euripide, con la regia di Guido Salvini. Nel cinema debuttò nel film Italiani, è severamente proibito servirsi della toilette durante le fermate.
Partecipò agli sceneggiati televisivi più seguiti degli anni sessanta fra cui: Cime tempestose, Ricordo la mamma, Il romanzo di un maestro, Il novelliere e ne La Pisana, nella parte della protagonista bambina.
In qualità di doppiatrice, doppiò le attrici Glenn Close, Cher e Anjelica Huston in alcune significative interpretazioni.
Nel 1978 fondò insieme a Gigi Angelillo la compagnia teatrale "L'albero", con la quale produsse e interpretò numerosi spettacoli, tra cui Esercizi di stile di Raymond Queneau per la regia di Jacques Seiler, che vinse il premio "Biglietto d'oro" del 1991. Per le rappresentazioni di L'una e l'altra e di La badante, entrambe con regia di Cesare Lievi, ricevette nel 2008 il premio come migliore attrice teatrale italiana dell'Associazione Nazionale Critici di Teatro.
È morta a Roma il 26 ottobre 2021, all'età di 72 anni, a causa delle complicazioni di un malore che l'aveva colpita a giugno.
Era sorella dell'attore Paolo Modugno e vedova dell'attore Gigi Angelillo.

## Filmografia

Ludovica Modugno nel 1984

### Cinema
- Italiani! È severamente proibito servirsi della toilette durante le fermate, regia di Vittorio Sindoni (1969)
- Amiche: andiamo alla festa, regia di Giorgio Trentin (1972)
- Non ho tempo, regia di Ansano Giannarelli (1973)
- Volevo i pantaloni, regia di Maurizio Ponzi (1990)
- Cominciò tutto per caso, regia di Umberto Marino (1993)
- Mille bolle blu, regia di Leone Pompucci (1993)
- Camerieri, regia di Leone Pompucci (1995)
- Cuore cattivo, regia di Umberto Marino (1995)
- Bruno aspetta in macchina, regia di Duccio Camerini (1996)
- Gratta e vinci, regia di Ferruccio Castronuovo (1996)
- Gli inaffidabili, regia di Jerry Calà (1997)
- L'ultimo capodanno, regia di Marco Risi (1998)
- Un anno in campagna, regia di Marco Di Tillo (2000)
- Sulla spiaggia al di là del molo, regia di Giovanni Fago (2000)
- Territori d'ombra, regia di Paolo Modugno (2001)
- Come tu mi vuoi, regia di Volfango De Biasi (2007)
- Indovina chi sposa mia figlia!, regia di Neele Vollmar (2009)
- Il grande sogno, regia di Michele Placido (2009)
- Cado dalle nubi, regia di Gennaro Nunziante (2009)
- Ma tu di che segno 6?, regia di Neri Parenti (2014)
- Quo vado?, regia di Gennaro Nunziante (2016)
- Il vangelo secondo Mattei, regia di Antonio Andrisani e Pascal Zullino (2016)
- Notti magiche, regia di Paolo Virzì (2018)
- Il grande passo, regia di Antonio Padovan (2019)
- I cassamortari, regia di Claudio Amendola (2022)

### Televisione
- Cime tempestose, regia di Mario Landi – miniserie TV (1956)
- Il romanzo di un maestro, regia di Mario Landi – miniserie TV (1959)
- La Pisana, regia di Giacomo Vaccari – miniserie TV (1960)
- Il malato immaginario, regia di Alessandro Brissoni – film TV (1960)
- Il giorno più importante – film TV (1962)
- Il malato immaginario – film TV (1963)
- Atalia – film TV (1964)
- Vacanze in compagnia – film TV (1964)
- Il favoloso '18 – film TV (1965)
- Le baruffe chiozzotte – film TV (1966)
- Miracolo – film TV (1967)
- Racconti del cinquantenario della vittoria 1915-1918 – film TV (1968)
- Amarsi male – film TV (1968)
- Centostorie – serie TV, 2 episodi (1968-1969)
- Tutte le domeniche mattina – film TV (1972)
- Joe Petrosino – miniserie TV (1972)
- Con rabbia e con dolore – miniserie TV (1972)
- L'avvocato delle donne – miniserie TV (1997)
- Il maresciallo Rocca – serie TV, 1 episodio (2001)
- Una donna per amico – serie TV, 13 episodi (2001)
- Edda – miniserie TV (2005)
- Distretto di Polizia – serie TV, episodi 10x03-10x08 (2010)
- Un cane per due – film TV (2010)
- Al di là del lago – serie TV, 8 episodi (2011)
- Sposami – serie TV, 6 episodi (2012)

## Teatro
Gli spettacoli più importanti come protagonista:
- Romeo e Giulietta, di William Shakespeare, regia di Franco Zeffirelli
- Le baruffe chiozzotte, di Carlo Goldoni, regia di Giorgio Strehler
- La segretaria, di Natalia Ginzburg, regia di Luciano Salce
- Casa di bambola, regia di Francesco Macedonio (Teatro Stabile di Trieste)
- Il crogiuolo, di Arthur Miller, regia di Sandro Bolchi
- Le nozze piccolo borghesi, di Bertolt Brecht, regia di Marco Parodi
- La signorina Elsa, di Arthur Schnitzler, regia di Gigi Angelillo
- Don Juan, di Dacia Maraini, regia di F. Vannozzi
- Teresa Raquin, di Émile Zola, regia di Alvaro Piccardi
- Medea, di Euripide, regia di Cherif
- Così è (se vi pare), di Luigi Pirandello, regia di Lorenzo Salveti (1998)
- Wit di Margaret Edson, regia di Adriana Martino
- Compagni di viaggio, di Chiara Tozzi, regia di Nora Venturini
- Confusioni di Alan Ayckbourn, regia di Adriana Martino
- Il ponte di San Luis Rey di T. Wilder, regia di Paolo Poli
- L'una e l'altra, di Botho Strauss, regia di Cesare Lievi
- La badante,testo e regia di Cesare Lievi
- Flags, regia di Beppe Rosso
- Il vecchio e il cielo, testo e regia di Cesare Lievi
- Il principe di Homburg, di Heinrich von Kleist, regia di Cesare Lievi
- La fine dell'inizio, di Seán O'Casey, regia di Cesare Lievi
- L'altra verità - Diario di una diversa, di Alda Merini, regia di Elena Sbardella
- A piedi nudi nel parco, di Neil Simon, regia di Stefano Artissunch
- Tribes, regia di Elena Sbardella
- Kvetch, regia di Giacomo Bisordi
- Alcesti di Euripide, teatro Greco di Siracusa, regia di Cesare Lievi
- Racconto d'inverno, di William Shakespeare, regia di Elena Sbardella
- I love Alice, regia di Elena Sbardella
- Nella repubblica della felicità, regia di Giacomo Bisordi
- Mother Adam, regia di Elena Sbardella
- Il nodo, di Johanna Adams, regia di Serena Sinigaglia con Ambra Angiolini
- Hamletas, da William Shakespeare, regia di Sarah Biacchi (2018)

## Prosa televisiva
- Alcesti, di Euripide, regia di Guido Salvini e Antonello Falqui, trasmessa il 18 luglio 1956
- Utopia, regia di Toni De Gregorio
- Il giorno più importante, regia di Lelio Golletti, trasmessa il 20 settembre 1962
- Il costo di una vita, con Tino Carraro, regia di Mario Chiari
- Il capanno degli attrezzi, commedia di Graham Greene, regia di Sandro Bolchi, trasmessa il 10 giugno 1963
- Atalia, di Jean Racine, regia di Mario Ferrero, trasmessa il 13 maggio 1964
- L'avvocato delle donne, regia dei fratelli Frazzi
- Una donna per amico, regia di Marcantonio Graffeo
- Il maresciallo Rocca, regia di Giorgio Capitani
- Edda, regia di Giorgio Capitani

## Prosa radiofonica Rai
- Il ritorno a casa, radiodramma di Peter Hircke, trasmesso il 18 gennaio 1956
- Il principe galeotto, dal Decamerone di Giovanni Boccaccio, regia di Vittorio Sermonti, trasmessa nel luglio 1975

## Doppiaggio

### Film
- Glenn Close in La carica dei 101 - Questa volta la magia è vera, La carica dei 102 - Un nuovo colpo di coda, La luce del crepuscolo, Air force one, Mars Attacks!, Albert Nobbs, Guardiani della Galassia, La ragazza che sapeva troppo, Seven Sisters, 2 gran figli di..., The Wife - Vivere nell'ombra
- Cher in Dietro la maschera, Stregata dalla luna, Le streghe di Eastwick, Sirene, Tre vite allo specchio, Burlesque, Mamma Mia! Ci risiamo
- Anjelica Huston in L'onore dei Prizzi, I Tenenbaum, Le avventure acquatiche di Steve Zissou, John Wick 3 - Parabellum, Material Girls, Il treno per il Darjeeling, The French Dispatch of the Liberty, Kansas Evening Sun
- Viola Davis in Il dubbio, The Help, Una scuola per Malia, Ma Rainey's Black Bottom
- Penelope Wilton in Calendar Girls, Match Point, Orgoglio e pregiudizio, La ragazza del dipinto
- Emma Thompson in Casa Howard, Nel nome del padre, La forza della mente
- Fiona Shaw ne Il trionfo dell'amore, Last September, Ammonite - Sopra un'onda del mare
- Alyson Reed in High School Musical, High School Musical 2, High School Musical 3: Senior Year
- Pilar Bardem in Maga Martina e il libro magico del draghetto, Maga Martina 2 - Viaggio in India
- Julie Christie in Harry Potter e il prigioniero di Azkaban, Power - Potere
- June Squibb in Tavolo n.19, Fata madrina cercasi
- Pablito Calvo in Marcellino pane e vino, Totò e Marcellino
- Ewa Aulin in Fiorina la vacca
- Jacqueline Bisset in L'educazione fisica delle fanciulle
- Ángela Molina in Carne trémula, La masseria delle allodole, Tini - La nuova vita di Violetta
- Annette Bening in Correndo con le forbici in mano, I ragazzi stanno bene, Georgetown
- Susan Sarandon in Miriam si sveglia a mezzanotte, Lo spacciatore
- Kathleen Turner in Nurse - L'infermiera, Scemo & + scemo 2
- Faye Dunaway in Maledetta ambizione, Inconceivable
- Brigitte Nielsen in Beverly Hills Cop II - Un piedipiatti a Beverly Hills II, Bye Bye Baby
- Candice Bergen in Bride Wars - La mia migliore nemica, Lasciali parlare
- Nadia Cassini in Il dio serpente
- Lady Chablis in Mezzanotte nel giardino del bene e del male
- Stockard Channing in Grease - Brillantina
- Jaye Davidson in La moglie del soldato
- Mónica Galán in Tutto il bene del mondo
- Laura Gemser in Emanuelle nera - Orient Reportage
- Karen Lynn Gorney in La febbre del sabato sera
- Finola Hughes in Staying Alive
- Linda Fiorentino in Fuori orario
- Verónica Llimera in Le tombe dei resuscitati ciechi
- Kathleen Lloyd in La macchina nera
- Ali MacGraw in Love Story
- Mita Medici in Pronto... c'è una certa Giuliana per te
- Hayley Mills in Il segreto di Pollyanna
- Swoosie Kurtz in Bugiardo bugiardo
- Helen Mirren in Ella & John - The Leisure Seeker
- Miriam Margolyes in Ladies in Lavender
- Marthe Keller in Fedora
- Hanna Schygulla in Il matrimonio di Maria Braun, L'inganno
- Elizabeth Taylor in Il giovane Toscanini
- Whoopi Goldberg in I protagonisti
- Ellen Barkin in Nei panni di una bionda
- Maria Pia Giancaro in La dama rossa uccide sette volte
- Julianne Moore in La mano sulla culla
- Meryl Streep in Ballando a Lughnasa
- Barbara Hershey in Ritratto di signora
- Lesley Ann Warren in Signori, il delitto è servito
- Sabine Azéma in Tanguy
- Ariane Ascaride in La ville est tranquille
- Grace Jones in Il principe delle donne
- Charlotte Rampling in Due volte lei - Lemming
- Lily Tomlin in Radio America, Faccia a faccia
- Melissa Leo in The fighter
- Kathy Bates in Midnight in Paris
- Celia Imrie in Imagine Me & You
- Frances McDormand in North Country - Storia di Josey
- Dale Dickey in Un gelido inverno
- Maggie Smith in Ritorno al Marigold Hotel
- Tracey Ullman in 2 Young 4 Me - Un fidanzato per mamma
- Sandy Gore in Un grido nella notte
- Julie Allred in Che fine ha fatto Baby Jane?
- Jeannine Taylor in Venerdì 13
- Cheng Pei-pei in La tigre e il dragone
- Diana Scarwid in Le verità nascoste
- June Marie Bennett in Priscilla - La regina del deserto
- Julie Andrews in Aquaman
- Anne Le Ny in Quasi amici - Intouchables
- Melanie Hill in Stardust
- Anne Alvaro in Il gusto degli altri
- Rossy De Palma in Tutti pazzi in casa mia
- Narratrice in The French Dispatch of the Liberty, Kansas Evening Sun

### Film d'animazione
- Crudelia De Mon in Topolino & i cattivi Disney, La carica dei 101 II - Macchia, un eroe a Londra
- La strega delle Lande in Il castello errante di Howl
- Yzma (parte parlata) in Le follie di Kronk
- La venditrice di stoffe in I racconti di Terramare
- Moro in Princess Mononoke (ridoppiaggio)
- Sig.ra D'Abondo in La foresta magica
- Giudice Bumbleton in Bee Movie
- Marina Del Rey in La sirenetta - Quando tutto ebbe inizio
- Nonna Babcock in ParaNorman
- Grizelda in Lorax - Il guardiano della foresta
- Miss Forcible in Coraline e la porta magica
- Yoshie in Ponyo sulla scogliera
- Grande Baby Boss in Baby Boss[3]
- Emma in Vampiretto
- Glinara in Playmobil: The Movie
- Libba Gardner in Soul
- Nonna Paguro in Luca
- Strega in Una magica notte d'estate
- Tatiana Bucci (adulta) ne La stella di Andra e Tati
- Mamma ape in L'apetta Giulia e la signora Vita

### Serie animate
- Crudelia De Mon in La carica dei 101 - La serie, House of Mouse - Il Topoclub
- Grammi Gummi ne I Gummi
- Yzma in A scuola con l'imperatore
- Mona Simpson ne I Simpson
- Zia Momma in The Cleveland Show
- Stella in Bosom Pals
- Silvia in Lucy May
- Mamma Uncino in Jake e i pirati dell'isola che non c'è
- Glacia in Sofia la principessa
- Miss Heinous in Marco e Star contro le forze del male
- Sig.ra Bigby in Topolino - Strepitose avventure
- Amelia in DuckTales (ep. 1x05-3x08)
- Gregoria in Vampirina
- Anita Johnson (madre di Woody) in Brickleberry (ep. 1x03)

### Serie televisive
- Rita Moreno in Dalle 9 alle 5, orario continuato, Grey's Anatomy, Giorno per giorno
- Faye Dunaway in Evita Peron, Gia - Una donna oltre ogni limite
- Victoria Principal in Dallas, Titans
- Penelope Wilton in Miss Marple, After Life (st. 2)
- Alfre Woodard in Desperate Housewives
- Judith Light in Ugly Betty
- Uschi Glas in Una classe per Sylvia
- Cher in Will & Grace
- Mia Farrow ne Il silenzio dell'amore
- Leslie Wing in Ritorno ad Halloweentown
- Jennifer Dale in Coroner
- Ángela Molina in Chiara e Francesco
- Carol Kane e Jean Marsh in Un salto nel buio
- Pamela Reed in CSI - Scena del crimine

### Videogiochi
- Madame Leona in Epic Mickey - La leggendaria sfida di Topolino, Epic Mickey 2: L'avventura di Topolino e Oswald
- Crudelia De Mon in La carica dei 102: Cuccioli alla riscossa
- Yzma in Le follie dell'imperatore[4]